# Biopile
Il biopile è una tecnica di depurazione del suolo contaminato e consiste nell'utilizzo di adeguati batteri per eliminare gli agenti inquinanti.

## Principio
Il fondamento delle tecnologie di land composting o biopile è rappresentato dalla capacità di numerosi ceppi microbici sia batterici che fungini di attaccare, in ambiente controllato, un largo spettro di molecole chimiche trasformandole in energia e nutrimento.
Il principio applicativo si riferisce alla rimozione ed al trattamento on site o in situ delle frazioni di terreno contaminate in apposite strutture funzionali denominate “pile” nelle quali vengono ottimizzati tutti i parametri fisici (T, pH,  potenziale redox) e nutrizionali (macro e micronutrienti, fattori di crescita) per il ceppo di microrganismi utilizzato.
In particolare, l'utilizzo di ceppi fungini, si è dimostrato molto efficace per il trattamento di composti aromatici e alogenati, mentre l'inoculo nei pile di  ceppi batterici mesofili e/o termofili presenta una maggiore attività catabolica nei confronti degli idrocarburi a catena aperta.

## Allestimento
L'allestimento delle pile si articola nelle seguenti fasi:
- realizzazione di una struttura di contenimento (platea) in materiale plastico impermeabile, avente larghezza di 5 m e una lunghezza variabile di 20 – 40 m,  costituita generalmente da uno strato argilloso (30 –50 cm) ricoperto da un telo di HDPE rialzato ai bordi;

- realizzazione di una rete di drenaggio posizionata alla base della platea, realizzata da tubazioni in PE collegate ad una pompa aspirante in grado di convogliare i liquidi di percolamento ad un contenitore di accumulo;
- realizzazione di una rete di tubazioni in PE, posizionata ad un livello intermedio della  pila, avente il compito di convogliare un flusso d'aria (generato da apposita soffiante) attraverso lo spessore della pila, incrementando il flusso di ossigeno e accelerando le reazioni esotermiche dei materiali organici miscelati
- installazione di un sistema di aspersione di liquidi sulla superficie della pila con lo scopo di rifornire le biomasse microbiche di elementi nutritivi necessari al mantenimento delle attività fisiologiche ed enzimatiche di funghi e batteri
- posizionamento, a diversi livelli della pila, di sonde per la verifica dei livelli termici e redox all'interno del materiale in corso di trattamento.

## Meccanismo
Le soluzioni nutrienti aggiunte sono costituite da soluzioni di nitrato di sodio e cloruro di ammonio, con aggiunta di fattori di crescita specifici; il flusso di aspersione varia generalmente dai 2 ai 5 l/min per un periodo di 25 min.
Il fluido utilizzato viene generalmente prelevato dal serbatoio di accumulo dei liquidi di drenaggio; l'inoculo degli starter microbici (batterici e fungini) avviene inizialmente  tramite il fluido di aspersione, successivamente l'azione catabolica viene esercitata ad opera delle colonie microbiche localizzate all'interno del materiale della pila.
La localizzazione delle pile avviene generalmente sotto tettoie che le proteggono dall'azione meteorica di dilavamento.
La composizione della pila prevede la miscelazione di strati alternati di terreno contaminato e materiali organici quali paglia e stallatico al fine di favorire le reazioni esotermiche finalizzate alla creazione di un gradiente termico variabile da 30 a 45 °C.
L'innalzamento termico favorisce le reazioni di termodistruzione quando, per la presenza di materiali particolarmente fermentescibili, si arrivano ad ottenere livelli termici superiori a 60 – 75 °C.
Il rapporto tra terreno contaminato e materiali organici di supporto varia generalmente tra 1:3 fino a 1:5; l'altezza media della pila è generalmente di 1.5 – 2 m.

## Applicazioni
Particolare applicazione delle tecniche di biopile riguarda la decontaminazione di terreni inquinati da composti del toluene quali TNT, HMX, RDX.
Casi di studio riportano livelli di concentrazione di 11.000 mg/kg di TNT, 4500 – 5000 mg/kg di RDX e 650 – 700 mg/kg di HMX ridotti, dopo un periodo di 150 gg, a 3 – 50 mg/kg, 45 – 220 mg/kg e 26 – 70 mg/kg rispettivamente.
Altri studi realizzati dall'US Army in terreni contaminati da esplosivi hanno dimostrato efficienze di rimozione del TNT, RDX, HMX rispettivamente del 99.3%, 99.5%, e 98.7 % con un periodo di trattamento di 35 gg.